# Libération totale

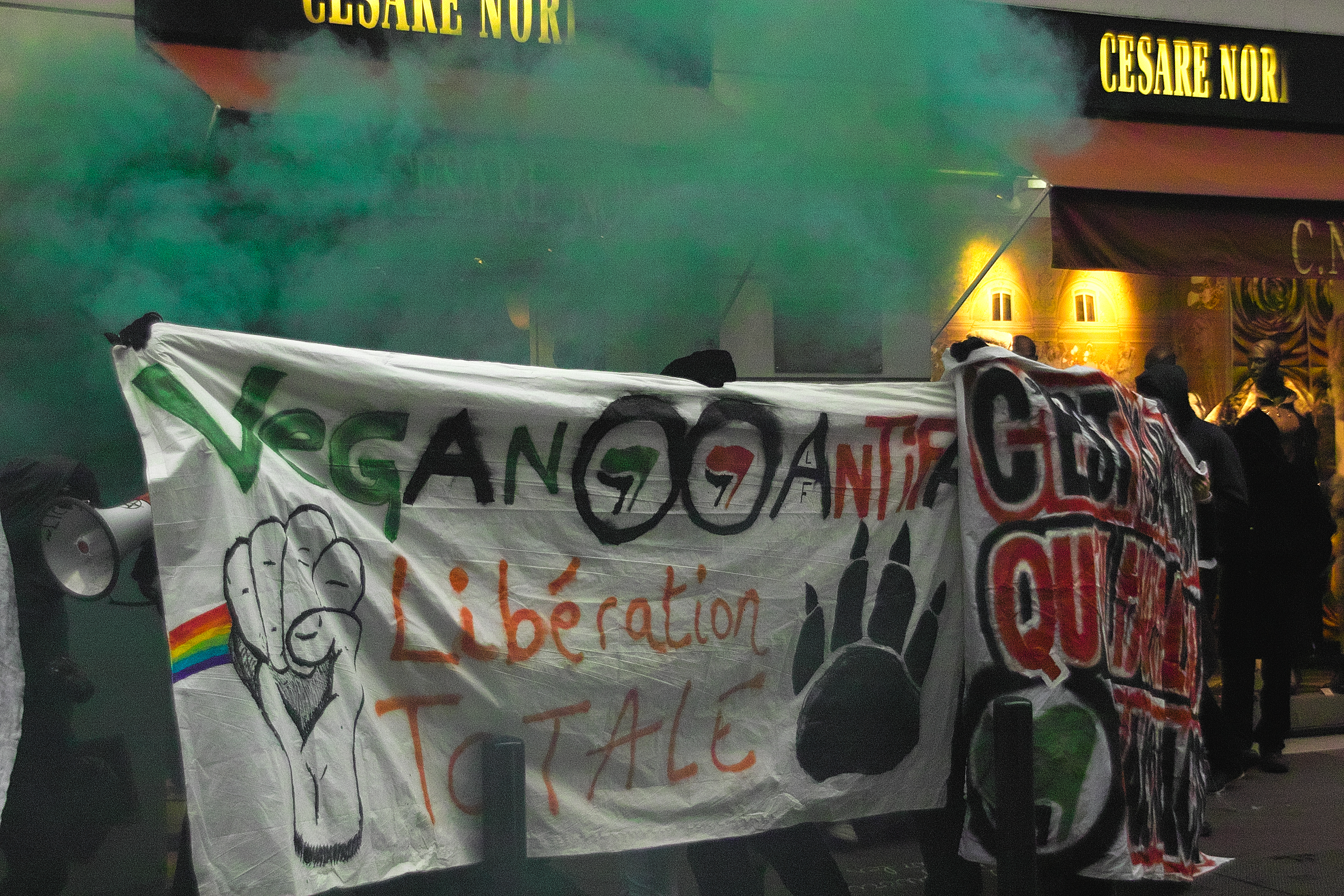
Banderole pour un rassemblement en novembre 2013 à Toulouse

La lutte politique pour la libération totale combine l'anarchisme avec un engagement pour la libération des animaux et de la terre. 
Alors que les approches plus traditionnelles de l'anarchisme se sont souvent concentrées sur l'opposition à l'État et au capitalisme, la libération totale se préoccupe en outre de s'opposer à toutes les autres formes d'oppression humaine ainsi qu'à l'oppression des autres animaux et des écosystèmes. Les partisans de la libération totale adoptent généralement une approche holistique et intersectionnelle visant à utiliser l'action directe pour démanteler toutes les formes de domination et de hiérarchie, dont les exemples courants sont l'État, le capitalisme, le patriarcat, le racisme, l'hétérosexisme, le cissexisme, le capacitisme, l'âgisme, le spécisme et la domination écologique.